# Circuito de Potrero de los Funes
Der Circuito de Potrero de los Funes ist eine Motorsport-Rennstrecke in der argentinischen Provinz San Luis rund um den Stausee Embalse Potrero de los Funes. Der semipermanente Kurs wurde bereits 1987 zum ersten Mal aufgebaut und im Jahr 2008 neu errichtet.

## Layout

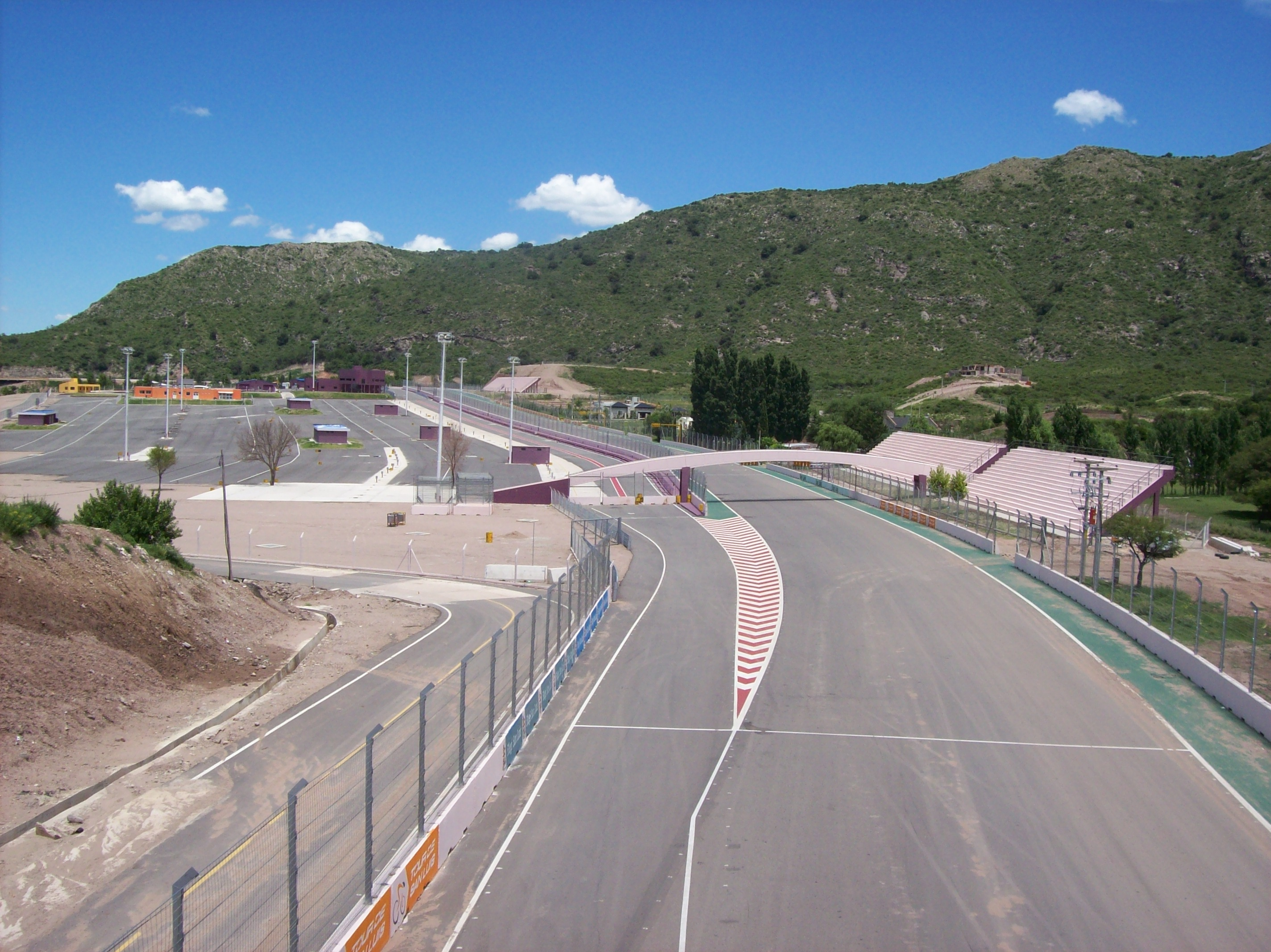
Start-Ziel-Bereich des Portrero de los Funes Circuits mit semipermanenten Anlagen

Der 6,270 km lange Kurs verläuft auf öffentlichen Straßen rund um den See, welche jedoch rennstreckenähnlich ausgebaut sind. Die sehr flüssige und schnelle Rennstrecke wurde im Vergleich zum Layout der 1980er Jahre nur leicht verändert. So wurden zwei Schikanen (Kurven 5 & 6 sowie 11–13) eingebaut und Boxenstraße sowie die Start-/Ziel-Anlagen wurden verlegt. Diese befanden sich früher auf der gegenüberliegenden Seite des Sees zwischen den heutigen Kurven 8 und 9.
Der bei Fahrern beliebte Kurs zeichnet sich durch zwei komplett verschiedene Teile aus. Neben den flüssigen, schnellen und anspruchsvollen Kurven am Rande des Seeufers befindet sich im letzten Teil der Strecke ein kurvenreicher Abschnitt. Hier müssen die Fahrzeuge einige serpentinenähnliche Kurven absolvieren, bevor es zurück in Richtung der Zielgeraden geht.

## Rennhistorie
Das erste Mal wurde der Circuit 1978 im Rahmen der in Argentinien populären Turismo-Carretera-Straßenrennserie benutzt. Die Boxengassen befand sich damals noch im Bereich der heutigen Kurve 8. Das erste Rennen gewann Juan María Traverso auf einem Ford Falcon, der 2 der 3 Durchgänge für sich entscheiden konnte.

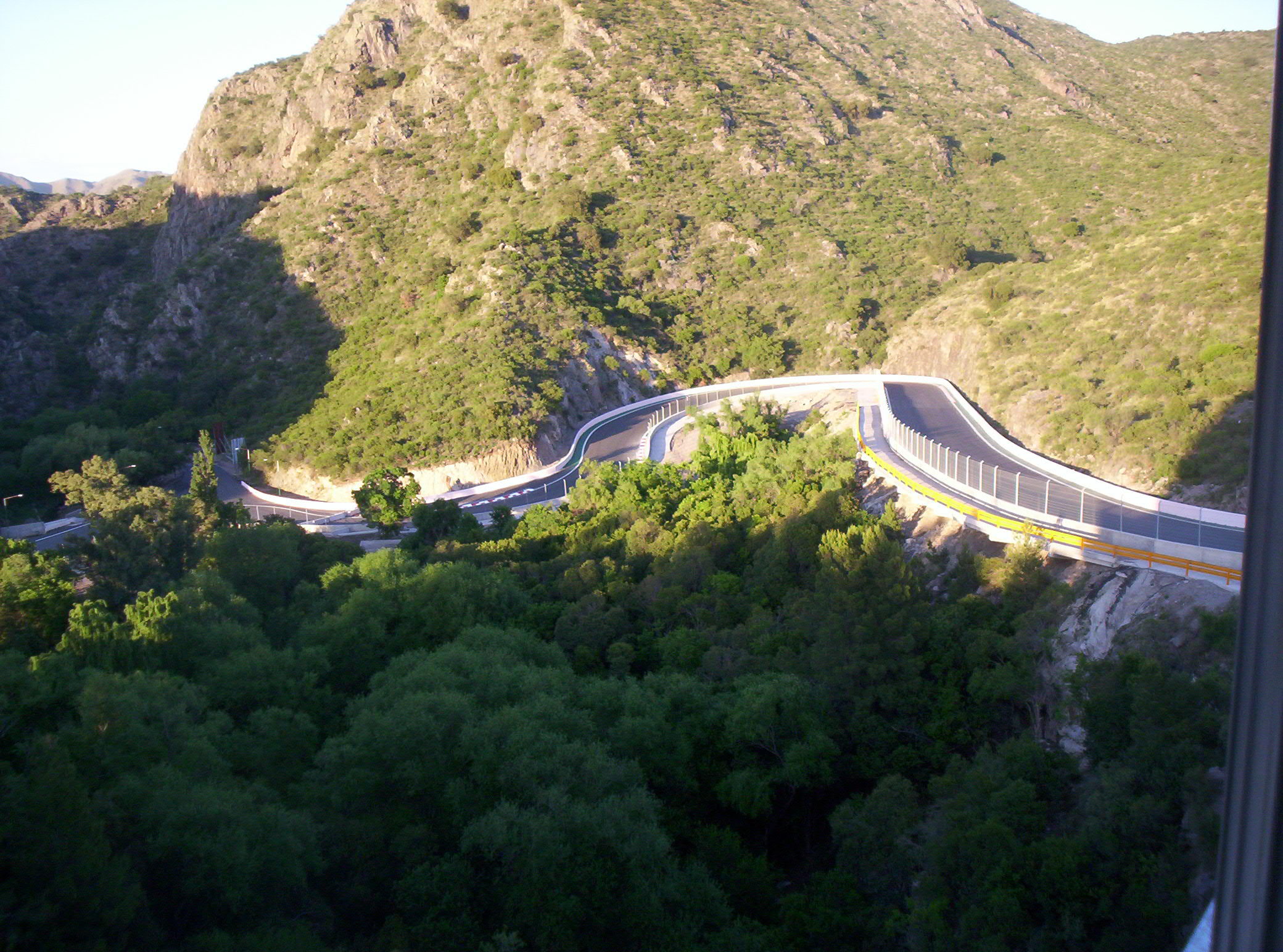
Kurven 16–18 auf dem Circuito Potrero de los Funes

Erst 1987 fand wieder eine Runde der Serie auf dem seitdem unveränderten Kurs statt. Es starben zwei Zuschauer bei einem Unfall im Rennen der Turismo Carretera, ein weiterer Unfall geschah in einem Rahmenrennen. Diese Ereignisse führten dazu, dass der Kurs nicht wieder verwendet wurde.
Zur Auferstehung des Kurses sorgte die SRO Motorsports Group, welche Veranstaltungen im außereuropäischen Ausland suchte. Der Kurs wurde innerhalb von 10 Monaten aufgebaut, die Kosten betrugen ca. 56 Millionen Pesos (ca. 9 Millionen Euro).
Die FIA GT-Meisterschaft gastierte 2008 zum ersten Mal auf dem Kurs, Rahmenserie war unter anderem die TC2000. Nachdem diese 2009 zum Hauptevent wurde, kehrte zur Rennsaison 2010 die FIA-GT1-Weltmeisterschaft zurück auf den Kurs, die 2011 ein zweites und letztes Mal dort antrat.
Nach dem Ende der GT1 2011 fanden nationale Veranstaltungen wie die Turismo Carretera, Super TC 2000 und Top Race V6-Serie auf der Strecke statt. Aufgrund der COVID-19-Pandemie kamen die Veranstaltungen 2020 zwischenzeitlich zum Erliegen. 2021 war sie Schauplatz des neuen Historischen Grand Prix von Argentinien.

## Ergebnisse
| Jahr | Serie                     | Klasse | Fahrer                               | Fahrzeug          | Team                 |
| ---- | ------------------------- | ------ | ------------------------------------ | ----------------- | -------------------- |
| 2008 | FIA GT-Meisterschaft      | GT1    | Anthony Kumpen / Bert Longin         | Saleen S7-R       | Peka Racing          |
| 2008 | FIA GT-Meisterschaft      | GT2    | Luís Pérez Companc / Matías Russo    | Ferrari F430      | Advanced Engineering |
| 2008 | TC 2000                   | -      | José María López                     | Honda New Civic   | Honda Petrobras      |
| 2009 | TC 2000                   | -      | Gabriel Ponce de León / Daniel Serra | Ford Focus        | Ford-YPF             |
| 2009 | Turismo Carretera         | -      | Juan Bautista De Benedictis          | Ford Falcon       | Rush Racing          |
| 2010 | FIA-GT1-Weltmeisterschaft | -      | Frédéric Makowiecki / Yann Clairay   | Aston Martin DBR9 | Hexis AMR            |
| 2010 | TC 2000                   | -      | Matías Rossi                         | Renault Mégane II | Renault Lo Jack Team |